# ホントの恋の*見つけかた
『ホントの恋の＊見つけかた』（ホントのこいのみつけかた、原題：轉角*遇到愛）は台湾・中国大陸共同制作のテレビドラマ。全23話。
台湾では2007年1月7日から同年4月22日まで中国電視公司で放送され、日本では2009年1月16日から同年7月11日までBS-TBSで放送された。
なお、作中でチンラン達が住んでいる家屋は台湾の一般住宅とは異なり、玄関で靴を脱いで上がる完全に日本式の住宅である。この家屋は作中では「吳興街69號」にあるとされ、台北市内という設定だったが、実際には台北縣瑞芳鎮の「黄金博物園区」に残る当時の日本人職員住宅（実際の住所は金光路69號）がロケ地として用いられた。これは撮影当時、既に台北市内にはこういった日本式住宅が存在していなかったためである。

## エピソード・サブタイトル
| 各話   | サブタイトル         | 放送日        |
| ------ | -------------------- | ------------- |
| 第1話  | 曲がり角の出会い     | 2009年1月16日 |
| 第2話  | 友達の条件           | 2009年1月23日 |
| 第3話  | 運命の転落           | 2009年1月30日 |
| 第4話  | さよなら お嬢様      | 2009年2月6日  |
| 第5話  | 私の家               | 2009年2月13日 |
| 第6話  | 止まらないウソ       | 2009年2月20日 |
| 第7話  | 新しい恋             | 2009年2月27日 |
| 第8話  | 告白                 | 2009年3月6日  |
| 第9話  | 思い出の味           | 2009年3月13日 |
| 第10話 | 手ごわいピアニスト   | 2009年3月20日 |
| 第11話 | たった1つの靴        | 2009年3月27日 |
| 第12話 | お似合いの2人        | 2009年4月4日  |
| 第13話 | 幸運の指輪           | 2009年4月11日 |
| 第14話 | 悪夢                 | 2009年4月25日 |
| 第15話 | バレンタイン・デート | 2009年5月2日  |
| 第16話 | ランプの精のいたずら | 2009年5月9日  |
| 第17話 | 別々の世界           | 2009年5月23日 |
| 第18話 | ホントの想い         | 2009年5月30日 |
| 第19話 | 明かされた真実       | 2009年6月6日  |
| 第20話 | 意地悪な神様         | 2009年6月13日 |
| 第21話 | 騙せない心           | 2009年6月20日 |
| 第22話 | 3番目の願い          | 2009年6月27日 |
| 第23話 | お姫様が見つけた愛   | 2009年7月11日 |

## キャスト
| 役名                    | 俳優名                          |
| ----------------------- | ------------------------------- |
| シンレイ （兪心蕾）     | 徐熙媛 （バービィー・スー）     |
| チンラン （秦朗）       | 羅志祥 （ショウ・ルオ）         |
| シャンドン （尹尚東）   | 陳至愷 （チェン・チーカイ）     |
| シャオヤン （蔡小陽）   | 路嘉欣 （ジョジー・ルー）       |
| 安藤楓 （安藤楓）       | 藤岡竜雄 （ディーン・フジオカ） |
| チンラン祖母 （牡丹婆） | 方芳                            |
| アダー （阿達）         | 張立威                          |
| ビージュ （温碧珠）     | 陳珮騏                          |
| ジウバーダオ （九把刀） | 陳彦儒 （チャン･イェンルー）    |
| アーイー （阿義）       | 黃鴻升 （エイリアン・ホァン）   |
| シェンチェン （連勝全） | 庾澄慶 （ハーレム・ユー）       |

## スタッフ
- 監督 - 林合隆（リン・ハーロン）
- プロデューサー - 柴智屏（アンジー・チャイ）、黄京
- 脚本統括 - 安婕
- 脚本 - 楊碧鳳、温郁芳
- 製作 - 可米瑞智国際芸能有限公司（中国語版）、北京時代先鋒影芸投資有限公司

## 主題歌
オープニングテーマ「The Courage of Love/愛的勇氣」
歌 - 賴雅妍（メーガン・ライ）
エンディングテーマ「Love*Corner/愛*轉角」
歌 - 羅志祥（ショウ・ルオ）

## DVD
- 発売元：コミックリズ
- 販売元：ポニーキャニオン
- 「ホントの恋の*見つけかた DVD-BOX」（2009年10月21日）

## 日本国内放送局
| 放送地域       | 放送局           | 放送期間                      | 放送日時                                                                    | 放送系列       |
| -------------- | ---------------- | ----------------------------- | --------------------------------------------------------------------------- | -------------- |
| 日本全域       | BS-TBS           | 2009年1月16日 - 7月11日       | 〜第12話 毎週金曜 23時00分 - 23時54分 第13話〜 毎週土曜 17時00分 - 17時54分 | BS放送         |
| 東京都         | TOKYO MX         | 2009年9月23日 - 2010年2月24日 | 毎週木曜 22時00分 - 22時55分                                                | JAITS          |
| 近畿広域圏     | 朝日放送         | 2009年9月23日 - 2010年3月3日  | 毎週水曜 25時56分 - 26時51分                                                | テレビ朝日系列 |
| 広島県         | 広島ホームテレビ | 2009年10月21日 - 2010年4月7日 | 毎週水曜 25時21分 - 26時21分                                                | テレビ朝日系列 |
| 山形県         | テレビユー山形   | 2009年10月22日 - 2010年4月1日 | 毎週木曜 25時14分 - 26時09分                                                | JNN系列        |
| 岩手県         | IBC岩手放送      | 2013年5月31日 -               | 毎週金曜 26時05分 - 27時00分                                                | JNN系列        |
| 沖縄県         | 琉球放送         | 2013年9月21日 - 2014年2月22日 | 毎週土曜 25時35分 - 26時35分                                                | JNN系列        |
| 香川県・岡山県 | 西日本放送テレビ | 2014年2月21日 -               | 〜第11話毎週金曜 26時08分 - 27時03分 第12話〜 毎週水曜 25時29分 - 26時29分  | 日本テレビ系列 |
| 千葉県         | 千葉テレビ放送   | 2014年7月17日 -               | 毎週木曜 20時00分 - 21時00分                                                | JAITS          |
| 和歌山県       | テレビ和歌山     | 2017年1月29日 -               | ～第12話 毎週日曜 23時35分 - 24時28分 第13話～ 毎週木曜 12時00分-12時54分   | JAITS          |